# Nokturn (liturgia)

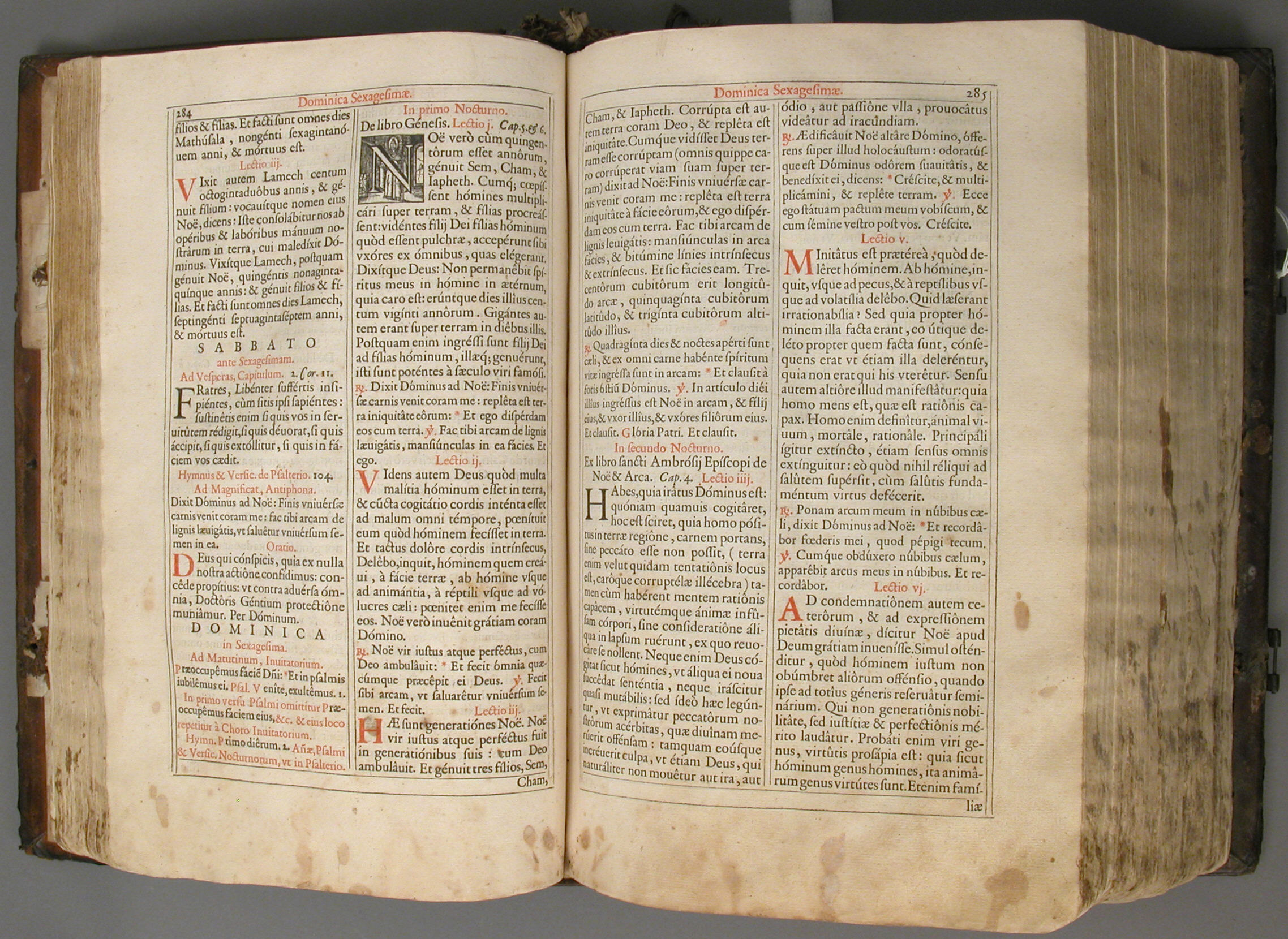
Brewiarz Rzymski (Breviarium Romanum), wydanie z 1638 (sprzed reform Piusa X): widoczne teksty własne matutinum na niedzielę Sześćdziesiątnicy – trzy czytania pierwszego nokturnu z Księgi Rodzaju oraz trzy czytania drugiego nokturnu ze świętego Ambrożego; po każdym czytaniu następuje responsorium

Nokturn (łac. nocturnum; z officium nocturnum – oficjum nocne) – część składowa matutinum, nocnej godziny kanonicznej w tradycyjnym obrządku rzymskim i jego wariantach oraz tradycyjnym ambrozjańskim. W obrządku rzymskim jest jeden lub trzy nokturny, a w obrządku monastycznym jeden, dwa lub trzy. Księga ze śpiewami na tę część oficjum nosi nazwę nokturnału.

## Obrządek rzymski (tradycyjny)
W zależności od rangi dnia liturgicznego matutinum ma jeden lub trzy nokturny. W dawniejszej terminologii liturgicznej używało się więc rozróżnienia na officia novem lectionum (oficja z dziewięcioma czytaniami, czyli bardziej uroczyste – trzy nokturny) i officia trium lectionum (oficja z trzema czytaniami, czyli mniej uroczyste – jeden nokturn). Po uproszczeniu rubryk przez Jana XXIII w 1960 większość oficjów składa się z jednego nokturnu; we wcześniejszych układach Brewiarza Rzymskiego większość oficjów miała trzy nokturny.
Nokturn składa się z psalmów i trzech lekcji (czytań). W odróżnieniu od liczby czytań, która jest stała, liczba psalmów jest zmienna:
- w oficjach świąt każdy nokturn ma trzy psalmy[7];
- w oficjach dni powszednich nokturn ma dziewięć psalmów[7];
- przed reformą Piusa X nokturn dni powszednich miał 12 psalmów, a w oficjum niedzieli pierwszy nokturn miał 12 psalmów, a drugi i trzeci – po 3[9].

### Układ czytań w nokturnach
Jeżeli oficjum ma jeden nokturn, to:
- w dni powszednie lekcje są z Pisma Świętego;
- w niedziele pierwsze dwie lekcje są z Pisma Świętego, a trzecia z komentarza patrystycznego do ewangelii dnia[11];
- w święta III klasy pierwsze dwie lekcje są z Pisma Świętego, a trzecia z żywotów świętych;
- w dni powszednie Wielkiego Postu, Suche Dni, wigilie oraz podczas oktaw Wielkanocy i Zesłania Ducha Świętego czyta się komentarze patrystyczne do ewangelii dnia.

Jeżeli oficjum ma trzy nokturny, wtedy rozkład czytań jest następujący:
- w pierwszym nokturnie czytania z Pisma Świętego;
- w drugim nokturnie czytania z żywotów świętych lub pism patrystycznych;
- w trzecim nokturnie czytania z komentarza patrystycznego do ewangelii dnia.

W Ciemnych Jutrzniach i w Dzień Zaduszny czytania pierwszego nokturnu są ze Starego Testamentu, a czytania trzeciego nokturnu z Nowego. W oficjum za zmarłych wszystkie czytania są z Księgi Hioba.

## Obrządek monastyczny

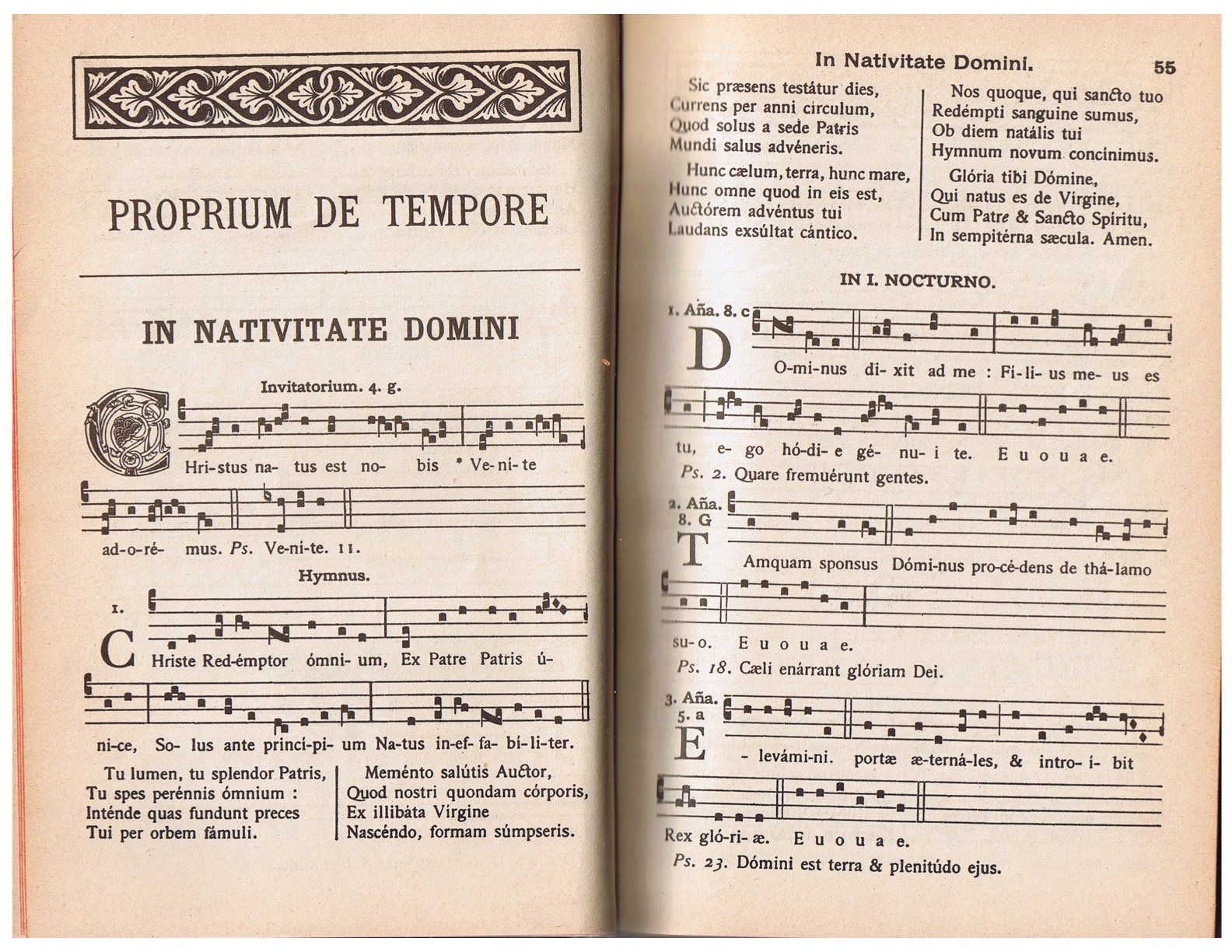
Początek wigilii na Boże Narodzenie w obrządku monastycznym (Liber responsorialis, 1895): widoczne wezwanie, hymn oraz początek pierwszego nokturnu (antyfony do kolejnych psalmów)

W obrządku monastycznym nazwą nocnej godziny kanonicznej są wigilie (łac. vigiliae). Obrządek monastyczny dopuszcza różne warianty psalmodii: w schemacie A, odpowiadającym układowi tradycyjnemu, są albo dwa, albo trzy nokturny, natomiast w schemacie C może być tylko jeden nokturn. W układzie tradycyjnym nokturny świąt mają po cztery czytania. Latem (kiedy noce są krótsze) zamiast serii czytań jest jedno krótkie czytanie.

## Odpowiedniki w nowym obrządku rzymskim
W obrządku rzymskim zreformowanym po Soborze watykańskim II matutinum zostało zastąpione przez godzinę czytań, którą można odmówić o dowolnej porze, a w związku z tym nie używa się już terminu „nokturn”. Godzina czytań składa się z trzech psalmów i dwóch czytań, co stanowi pewną analogię do pojedynczego nokturnu. W Liturgii Godzin znajdują się również teksty dla tych, którzy „zgodnie z tradycją chcieliby przedłużyć odprawianie wigilii” – po drugim czytaniu następuje wtedy seria trzech kantyków ze Starego Testamentu i lektura ewangelii, a potem Te Deum: ten układ celebracji jest analogiczny do oficjum z dwoma nokturnami.